# Коротков, Сергей Тихонович
Коротков Сергей Тихонович (1906 год, деревня Зеново, Калужская губерния — 1965 год, Варшава) — главный геолог управления нефтяной и газовой промышленности Краснодарского совета народного хозяйства, лауреат Ленинской премии (1961).

## Биография
Родился в 1906 году [уточнить] в деревне Зеново, Калужская губерния.
В 1926 году поступил в Ленинградский Государственный университет на геологическое отделение, где и получил в 1930 году диплом геолога.
Работу по геологии начал ещё будучи студентом в 1929 году в нефтяной секции Геологического комитета в Ленинграде, а по выделении из него специального геолого-разведочного института по разведке нефти (НГРИ), продолжил работать в нём до 1934 года. В 1934 году был направлен на постоянную работу в трест «Майнефть» (пос. Нефтегорск, Краснодарский край), где в должности главного инженера Геолого-разведочной конторы до 1937 года руководил геолого-съемочными работами и поисковым бурением, в результате которого было открыто 5 месторождений нефти.
В 1937 году приглашён в управление «Сочи-Мацеста», где он стал руководить разведочными работами на минеральных водах. Эти работы обеспечили положительный результат, что было отмечено специальным приказом Наркомздрава.
В 1939 году вернулся в трест «Майнефть» на прежнюю должность главного инженера геолого-поисковой конторы, а затем был назначен заместителем главного геолога «Майкопнефтекомбината», где работал до декабря 1941 года.
В декабре 1941 года с большой группой нефтяников Сергей Тихонович с семьей был эвакуирован в город Коканд Узбекской ССР. Там он приступил к работе, но через две недели получил распоряжение Наркомнефти вернуться в г. Краснодар, где и проработал в прежней должности до июля 1942 года. В этом же году приказом Наркомнефти был переведен в Москву, но для семьи приказа не дали.
С 1942 по 1948 год работал в Москве в Министерстве Нефтяной промышленности начальником сектора, а затем заместителем начальника геологического отдела. В 1948 году по собственному желанию перевелся на работу в Краснодарский край. Работал главным геологом нефтедобывающих трестов «Хадыженнефть» и объединения «Краснодарнефтегаз».
За открытие нефтяных и газовых месторождений в 1959 году был награждён Орденом Ленина, а в 1961 году удостоен звания Лауреата Ленинской премии.
В 1961 году вступил в КПСС. В 1962 году ему присуждена степень доктора геолого-минералогических наук.
В начале 1963 года перевелся по собственному желанию в Краснодарский филиал Всесоюзного нефтегазового научно-исследовательского института, где работал в должности руководителя лаборатории промысловой геологии.
Скончался в 1965 году [уточнить] в городе Варшава.

## Память
Имя Сергея Тихоновича Короткова как крупного исследователя в области геологии нефтяных и газовых месторождений широко известно в нашей стране.
Ему принадлежат свыше 50 научных работ.
Он участвовал в открытии около 30 месторождений нефти и газа, причём часть из них весьма сложных для нахождения, относящихся к литологическим залежам.